# Паращенко, Никита Иванович
Никита Иванович Паращенко (июль 1906, дер. Мормаль, Стрешинская волость, Рогачёвский уезд, Могилёвская губерния — декабрь 1978, Минск, Белорусская ССР) — советский партийный и государственный деятель. Министр социального обеспечения Белорусской ССР (1959—1961).

## Биография
Член ВКП(б) с 1927 года.
С сентября 1926 до 1927 года - секретарь Мормальского сельского совета.
Участник Великой Отечественной войны. В сентябре 1941 — марте 1942 года — заместитель начальника политотдела 325-й стрелковой дивизии. С марта 1942 года — начальник политотдела 344-й стрелковой дивизии. С 1944 года — начальник организационно-инструкторского отделения политотдела 49-й армии. Войну закончил в звании подполковника.
С 1948 по сентябрь 1952 года был председателем исполнительного комитета Минского областного Совета.
В 1955 — 1959 годах был председателем исполнительного комитета Витебского областного Совета.
С 1959 по 1961 год являлся министром социального обеспечения Белорусской ССР.
Депутат Верховного Совета СССР III и IV созывов (в 1950—1958 годах).
Похоронен на Восточном кладбище в Минске.

## Награды
- 2 ордена Красного Знамени (05.10.1943[2]; 12.04.1945[3])
- орден Отечественной войны I степени (30.07.1944)[4]
- 2 ордена Трудового Красного Знамени (30.12.1948б 18.01.1958)[5][6]
- орден Дружбы народов (28.07.1976)[7]
- орден Красной Звезды (24.01.1943)[8]
- медали